# حزقيال خوسيه بيريز هرنانديز
حزقيال خوسيه بيريز هرنانديز (بالإسبانية: Juan José Pérez Hernández)‏ هو عالم إنسان إسباني، ولد في 1725 في ميورقة في إسبانيا، وتوفي في 3 نوفمبر 1775 في المحيط الهادئ.